# Lumbrineris floridana
Lumbrineris floridana är en ringmaskart. Lumbrineris floridana ingår i släktet Lumbrineris och familjen Lumbrineridae. Utöver nominatformen finns också underarten L. f. polygnatha.